# Hormiactis candida
Hormiactis candida är en svampart som beskrevs av Höhn. 1923. Hormiactis candida ingår i släktet Hormiactis, divisionen sporsäcksvampar och riket svampar.   Inga underarter finns listade i Catalogue of Life.